# José Berrondo Silva
José Berrondo Silva   (Bilbao, 26 d'octubre de 1890 - Canet d'en Berenguer, 21 d'agost de 1936) fou un futbolista basc de la dècada de 1910, àrbitre de futbol i jugador de pilota basca.
Jugava a la posició de defensa dret.
Va ser jugador de l'Hispània FC de València durant la temporada 1911-12. La següent temporada jugà amb el FC Barcelona, participant amb el primer equip en partits de Copa d'Espanya i de la Copa dels Pirineus, però jugant el Campionat de Catalunya amb el tercer equip. La temporada 1913-14 passà al RCD Espanyol, disputant set partits del Campionat de Catalunya. Posteriorment jugà breument al Sarrià SC (1915) però també exercí com a àrbitre i jugador de pilota basca, esport en el qual també reeixí.
Anys més tard jugà al València CF (1919-21). Posteriorment romangué lligat a l'Sporting Club del Port de Sagunt, on fou jugador (1924) o president honorari. Fou assassinat a començament de la guerra civil espanyola.